# Yayah Kallon
Yayah Kallon (sinh ngày 30 tháng 6 năm 2001) là một cầu thủ bóng đá chuyên nghiệp người Sierra Leone hiện đang thi đấu ở vị trí tiền đạo cho câu lạc bộ Hellas Verona tại Serie A, cho mượn từ Genoa.

## Sự nghiệp thi đấu
Năm 2018, Kallon ký hợp đồng với câu lạc bộ Savona tại Serie D, sau khi thử việc ở câu lạc bộ Virtus Entella tại Serie C. Ngày 22 tháng 5 năm 2021, anh ra mắt cho Genoa trong chiến thắng 1–0 tại Serie A trước Cagliari. Ngày 13 tháng 8 năm 2021, Kallon ghi bàn thắng đầu tiên cho Genoa, trong chiến thắng 3–2 tại Coppa Italia trước Perugia.
Ngày 26 tháng 8 năm 2022, Kallon gia nhập Hellas Verona theo dạng cho mượn.